# Spider Martin
James „Spider“ Martin (1. dubna 1939 – 8. dubna 2003) byl americký fotograf, známý svou dokumentární práci pro americké hnutí za občanská práva v roce 1965, konkrétně Krvavou neděli a další události z pochodů ze Selmy do Montgomery.

## Život
Narodil se ve Fairfieldu v Alabamě. Často lezl po stromech a na jiná vyvýšená místa, aby získal lepší úhel pro své fotografie. Jeho přezdívka „Spider“ pochází z dob, když byl na střední škole. Reportér, jenž jej sledoval při fotbalovém zápasu, o něm napsal, že se pohybuje jako pavouk.
Když v únoru roku 1965 pracoval jako fotograf pro Birmingham News, informoval o smrti Jimmieho Lee Jacksona. O měsíc později vyfotil kontroverzní fotografii s názvem Two Minute Warning (Dvouminutové varování). Ta zachycuje vojáky alabamské státní policie, kteří se chystají zaútočit obušky a slzným plynem na první pokojný pochod ze Selmy do Montgomery. Pochod byl protest proti nespravedlivému zacházení s Afroameričany a diskriminačním praktikám v oblasti volebních práv. Incident známý jako Krvavá neděle rozpoutal celonárodní pobouření a měl vliv na průběh občanských práv v USA. O vlivu fotografie hovořil i Martin Luther King Jr., který mu za ni velice děkoval.
Připojil se ke třetímu pochodu. Během něj vyfotografoval vyčerpaného muže z Maine, který byl na pokraji sil. Proto ho podpořil několika slovy a pomohl mu zpět na nohy. Následující roky pokrýval soudní proces s vrahem Violy Liuzzo a prezidentskou kampaň George Wallace v roce 1968.
Jeho fotografie byly publikovány v časopisech Life, Saturday Evening Post, Time, Der Spiegel, Stern, Paris Match, Birmingham Weekly a The Birmingham News.
Dne 8. dubna 2003 v Blount Springs spáchal sebevraždu. Bylo to krátce po jeho 64. narozeninách.